# Adam Muzyk
Adam Muzyk pseud. Stefan, Kalinów (ur. 14 grudnia 1899 w Woli Kalinowskiej w powiecie olkuskim, zm. 8 października 1946 w Kazimierzu) - działacz KPP i PPR, sekretarz Okręgu PPR Zagłębie Dąbrowskie.
Syn Kajetana i Tekli z Zająców, skończył szkołę powszechną, od 1924 szklarz w Sosnowcu, w 1925 wstąpił do KPP. W 1928 został górnikiem w Kazimierzu koło Sosnowca. Od 1931 sekretarz Komitetu Dzielnicowego (KD) KPP, w lutym 1936 zorganizował strajk górniczy i głodówkę w kopalniach "Kazimierz" i "Juliusz", za co został zwolniony z pracy i na 6 tygodni aresztowany. Kolportował pismo KPP "Czerwony Sztandar", za co w 1937 został ponownie na krótko aresztowany. W 1941 wstąpił do Stowarzyszenia Przyjaciół ZSRR i został sekretarzem jego KD w Kazimierzu. W 1942 wraz z całym Stowarzyszeniem przystąpił do PPR i został członkiem Komitetu Podokręgowego Strzemieszyce-Kazimierz, a w lutym 1943 jego sekretarzem. W sierpniu 1943 został członkiem, a w lipcu 1944 sekretarzem KO PPR Zagłębia Dąbrowskiego. W sierpniu 1944 wszedł w skład konspiracyjnej Śląsko-Dąbrowskiej Wojewódzkiej Rady Narodowej (WRN). Po styczniu 1945 pracował w Komitecie Wojewódzkim (KW) PPR w Katowicach, został członkiem tymczasowej egzekutywy tego komitetu. Wkrótce został aresztowany i uwięziony (do końca 1945), w więzieniu zapadł na chorobę płuc, wskutek czego kilka miesięcy po uwolnieniu zmarł. Był żonaty z Anną Witkowską, dwoje jego dzieci było milicjantami.